# Jorge Martínez Martínez
Jorge Martínez Martínez (* 23. Oktober 1917 in Mexiko-Stadt; † 1. August 1994) war ein mexikanischer römisch-katholischer Geistlicher und Weihbischof in Mexiko-Stadt.

## Leben
Jorge Martínez Martínez empfing am 26. Oktober 1958 das Sakrament der Priesterweihe.
Am 5. Juni 1971 ernannte ihn Papst Paul VI. zum Titularbischof von Macomades Rusticiana und bestellte ihn zum Weihbischof in Mexiko-Stadt. Der Erzbischof von Mexiko-Stadt, Miguel Darío Kardinal Miranda y Gómez, spendete ihm am 16. Juli desselben Jahres die Bischofsweihe; Mitkonsekratoren waren der Weihbischof in Mexiko-Stadt, Alfredo Torres Romero, und der Weihbischof in Puebla de los Ángeles, Ricardo Guízar Díaz.